# Luvo Manyonga
Luvo Manyonga (* 18. listopadu 1991) je jihoafrický sportovec, atlet, který se specializuje na skok daleký, mistr světa z roku 2017.

## Sportovní kariéra
V roce 2010 se stal juniorským mistrem světa ve skoku do dálky. Na světovém šampionátu dospělých o rok později skončil mezi dálkaři pátý. V roce 2012 byl u něj zjištěn doping a byl diskvalifikován na osmnáct měsíců. Na olympiádě v Rio de Janeiro v roce 2016 vybojoval ve finále skoku do dálky stříbrnou medaili, když skončil pouhý centimetr za vítězem Jeffem Hendersonem. Jeho největším úspěchem je zatím titul mistra světa z roku 2017. Ze stejné sezóny pochází jeho osobní rekord 865 cm.
V březnu 2018 vybojoval stříbrnou medaili na světovém halovém šampionátu v Birminghamu výkonem 844 cm.